# Вселенска патриаршия
Вселенската, наричана още Цариградската или Константинополската патриаршия (на гръцки: Oικουμενικό Πατριαρχείο Kωνσταντινουπόλεως, катаревуса: Οἰκουμενικόν Πατριαρχεῖον Κωνσταντινουπόλεως, на турски: İstanbul Rum Ortodoks Patrikhanesi) е автокефална поместна православна църква със седалище в Истанбул, Турция. Катедрална църква на патриаршията е „Свети Георги“.

## История
Създадена след разцеплението на Римската империя (395 г.). Отначало е възглавявана от епископ, а от 451 г. епископът носи титлата патриарх.
Под юрисдикцията на Вселенската патриаршия минават:
- Българската православна църква – от покръстването през 864 г. до въздигането ѝ в патриаршеско достойнство – 917 г. (канонично от 927) г., Охридска архиепископия (патриаршия) от учредяванто ѝ през 1018 г. до неканоничното ѝ закриване през 1767 г., както и сръбските християни след унищожаването на Търновската патриаршия
- Печка патриаршия
- Угровлашката, Молдовската, Московската (до 1448 г.) и Киевската (до 1687 г.) митрополии
- Албанската, Финската и Естонската автокефални църкви.

### Патриаршията по време на Османската империя
След падането на Цариград под османска власт (1453 г.) на цариградския патриарх е признато правото да бъде духовен и политически глава на всички източноправославни християни в пределите на империята и получава титлата „милетбаши“ и „етнарх“. На престола на Цариградската патриаршия е поставен Георгиос Схолариос. За да си гарантира съюза с духовенството султан Мехмед II дава на патриаршията редица права и привилегии. Патриархът е смятан за посредник между османската власт и християнските поданици, като е отговорен за тяхната лоялност пред султана. Тъй като официалното османско право е неприложимо към немюсюлманите, патриаршията получава пълномощия в областта на гражданското право. Клирът може да санкционира нежелателните прояви в духовния и политическия живот освен с епитимии, още със затвор или заточение.
Висшето православно духовенство придобива под османска власт привилегии, на които не се е радвал дори в самостоятелните феодални държави. Към властта, която църквата е притежавала преди, се прибавят функциите на загиналия държавен апарат. Султаните даряват патриаршията с имунитет по отношение на османската съдебна власт. Духовниците са освободени от поголовен данък и имат право свободно да владеят и използват църковното имущество. Османската власт гарантира неприкосновеността на имотите на църквата и доходите от тях са освободени от данъци. Цариградската патриаршия запазва системата от църковни данъци, с които облага паството. Размерът на тези вноски не се контролира от османските власти, но те получават значителна част от събраните суми под формата на задължителни откупи за патриаршеския престол и митрополитските катедри.
Въпреки това привилегировано положение източноправославният клир остава в пълна зависимост от държавната власт и това води до корумпиране на някои негови представители. Това намира израз в симонията – практиката да се заплащат духовнически постове. Първият патриарх, заел престола срещу 1000 дуката подарък за султана, е Симеон I Константинополски. През следващите столетия тази вноска, наречена „пешкеш“, се превръща в задължителна и непрекъснато нараства.
Висшето православно духовенство има и пълен монопол над духовния живот на своето паство поради огромните финансови възможности на църквата и отсъствието на културни институции на покорените християни. Клирът напълно контролира дейността на творците на културни ценности. Дълго време църквите и манастирите са единствените места, в които се съхранява книжнината и грамотността. Църковно-религиозните центрове съхраняват не само източноправославната вяра, но и народността, застрашена от асимилиране.
Въпреки че престола на патриарха и останалите постове в йерархията заемат представители и на негръцки народности, за официално богослужение и в патриаршеската канцелария се използва гръцкият език
С отслабването на османската власт започва движение за независимост на отделните църкви (автокефалия) към поместни църкви. Обикновено църквите обявяват независимост, след което чакат Цариградската патриаршия да даде своето одобрение. Този процес се ускорява през XIX век, особено след гръцката независимост. През 1833 г. църквата на Гърция обявява независимост и през 1850 г. е призната за патриаршия. Румънската православна църква обявява независимост през 1865 г. въпреки съпротивата на Цариград, който я признава през 1885 г. Година преди саамопровъзгласяването на гръцката църква за автокефална, местното правителство обявява сръбската православна църква за самостоятелна, но Цариградската патриаршия отказва да я признае до 1879 г. Борбата за българска църковна независимост започва през 1860 г. с Великденската акция и фактическото отделяне от Цариградската патриаршия. Султанът учредява с ферман българската екзархия през 1870 г., но тя е призната официално от патриаршията едва през 1945 г. Самостоятелността на албанската православна църква е обявена през 1922 г., призната е през 1937 г.

### В българските земи
В първите векове на османското владичество Цариградската патриаршия подпомага църковното и училищното дело в Османската империя и противодейства на опитите за потурчване на отделни селища и райони на Балканския полуостров, в това число и в българските земи.
От 18 век и началото на 19 век патриаршията до голяма степен приема „мегали идея“ и се стреми да гърцизира негръцкото християнско население в империята. Тя противодейства с всички сили и средства на църковно-националната борба на българския народ и след учредяването на Българската екзархия (1870 г.) не признава нейната автокефалност (самостоятелност) до 1945 г. Цариградската патриаршия възпрепятства българската църковна и училищна дейност в Македония и Одринско, които по силата на Берлинския договор 1878 г. отново остават в пределите на Османската империя. Подкрепя не само гръцката, но и сръбската националистическа пропаганда в тези две области и пр.
След края на Втората световна война 1939 – 1945 г. Вселенската патриаршия признава не само автокефалността на Българската православна църква, но и въздигането и в патриаршеско достойнство (през май 1953 г.).

### Структура
Глава на Вселенската патриаршия и на Светия Синод е архиепископът на Константинопол, Новия Рим и вселенски патриарх, пръв сред равни и съвместен държавен глава на Света гора Вартоломей I (1991 –). Поместните православни църкви на Вселенската патриаршия се състоят от 6 архиепископии, 8 църкви и 18 митрополии, осем от които директно управлявани от вселенския патриарх. Три от шестте архиепископии имат свои митрополии – общо 17, които са част от техните диоцези. Две от църквите на патриаршията са автономни – Финландската православна църква и Естонската апостолическа православна църква.

#### Архиепископии
- Архиепископия на Константинопол и Новия Рим: патриаршески диоцез
  - Стара митрополия на Халкидон
  - Стара митрополия на Деркос
  - Митрополия на Имброс и Тенедос
  - Митрополия на Принцовите острови
  - Митрополия на Силиврия

- Гръцка православна архиепископия на Крит (Ираклио)
  - Митрополия на Гортина и Аркадия и екзархия на Среден Крит
  - Митрополия на Ретимно и Авлопотамос и екзархия на Горен Крит
  - Митрополия на Кидония и Апокоронос
  - Митрополия на Лампи, Сивритос и Сфакия
  - Митрополия на Йерапитна и Сития и екзархия на Източен Крит
  - Митрополия на Неаполи и Херсонисос
  - Митрополия на Кисамос и Селино
  - Митрополия на Аркалохори, Кастели и Вианос

- Гръцка православна архиепскопия на Италия и екзархия на Южна Европа (Венеция)
- Гръцка православна архиепскопия на Тиатира и Великобритания (Лондон)
- Гръцка православна архиепскопия на Австралия (Сидни)
- Гръцка православна архиепскопия на Америка и екзархия на Атлантическия и Тихия океан
  - Нюйоркска епархия, архиепископски диоцез в Ню Йорк Сити
  - Митрополия на Чикаго
  - Митрополия на Ню Джърси
  - Митрополия на Атланта
  - Митрополия на Денвър
  - Митрополия на Питсбърг
  - Митрополия на Бостън
  - Митрополия на Детройт
  - Митрополия на Сан Франциско

- Архиепскопия на Канада

#### Додеканезки митрополии
- Митрополия на Карпатос и Касос
- Митрополия на Кос и Нисирос
- Митрополия на Лерос, Калимнос и Астипалея и екзархия на Южните Споради
- Митрополия на Родос
- Митрополия на Сими
- Патриаршеска екзархия на Патмос

#### Други митрополии
Европа:
- Митрополия на Австрия и екзархия на Унгария и Средна Евопа (Виена)
- Митрополия на Белгия и Нидерландия и екзархия на Ниските земи и Люксембург (Брюксел)
- Митрополия на Франция (Париж)
- Митрополия на Германия (Бон)
- Митрополия на Швеция и цяла Скандинавия и екзархия на Североевропейските страни (Стокхолм)
- Митрополия на Испания и Португалия (Мадрид)
- Митрополия на Швейцария (Лозана)

Америка:
- Митрополия на Буенос Айрес и екзархия на цяла Южна Америка
- Митрополия на Мексико и екзархия на цяла Централна Америка и Карибите

Азия и Океания:
- Митрополия на Хонконг и Югоизточна Азия
  - Филипинска екзархия
- Митрополия на Корея и Япония и екзархия на целия Горен Изток (Сеул)
- Митрополия на Нова Зеландия и екзархия на цяла Океания (Уелингтън)
- Митрополия на Сингапур

#### Автономни църкви
- Архиепископия на Карелия и цяла Финландия (Куопио)
  - Епископия Йоенсуу, викарен епископ на архиепископията в Куопио
  - Митрополия на Хелзинки
  - Митрополия на Оулу

- Архиепископия на Талин и цяла Естония
  - Епископия на Пярну и Сааремаа
  - Епископия на Тарту

#### Други диоцези
- Американска албанска православна епископия (Бостън)
- Американска карпаторусинска православна епископия (Джонстаун)

- Украинска православна църква на Западна Европа
  - Лондонска епископия
  - Западноевропейска епископия (Гент)

- Украинска православна митрополия на Канада
  - Архиепископия на Уинипег и епископия на Централната епархия: митрополитския диоцез
  - Архиепископия на Торонто и Източна Канада
  - Архиепископия на Едмънтън и Западна Канада
  - Епископия на Саскатун

- Украинска православна църква на САЩ
  - Епископия на Източната епархия (Ню Йорк Сити)
  - Епископия на Западната епархия (Чикаго)
  - Епископия на Южна Америка (Куритиба)

#### Митрополии на Новите области (в Гърция)
Новите области са епархиите на Цариградската патриаршия, които попадат в Гърция след Междусъюзническата война в 1913 година и след края на Първата световна война в 1920 година. Те са под юрисдикцията на Вселенската патриаршия, но са, без тези на Додеканезите, de facto администрирани от Църквата на Гърция според споразумение между двете църкви.
- Митрополия на Бер, Негуш и Камбания
- Митрополия на Валовища
- Митрополия на Воден, Пела и Мъглен
- Митрополия на Гревена
- Митрополия на Гумендже, Боймица и Ругуновец
- Митрополия на Дедеагач, Траянуполи и Самотраки
- Митрополия на Димотика, Орестиада и Софлу
- Митрополия на Драма
- Митрополия на Дринополис, Погониани и Коница
- Митрополия на Еласона
- Митрополия на Елевтеруполи
- Митрополия на Зъхна и Неврокоп
- Митрополия на Йерисос, Света гора и Ардамери
- Митрополия на Касандрия
- Митрополия на Китрос, Катерини и Платамонас
- Митрополия на Костур
- Митрополия на Ксанти и Перитеорион
- Митрополия на Лемнос и Агиос Евстратиос
- Митрополия на Лерин, Преска и Еордея
- Митрополия на Лъгадина, Лити и Рендина
- Митрополия на Марония и Гюмрджина
- Митрополия на Митимна
- Митрополия на Митилини, Ересос и Пломари
- Митрополия на Неа Крини и Каламария
- Митрополия на Неаполи и Ставруполи
- Митрополия на Никополи и Превеза
- Митрополия на Парамития, Филатес, Геромери и Парга
- Митрополия на Поленин и Кукуш
- Митрополия на Самос, Икария и Корси
- Митрополия на Сервия и Кожани
- Митрополия на Сяр и Нигрита
- Митрополия на Сисани и Сятища
- Митрополия на Солун
- Митрополия на Филипи, Неаполис и Тасос
- Митрополия на Хиос, Псара и Инусес
- Митрополия на Янина

#### Титулярни епархии

##### Архиепископии
- Архиепископия на Комана и цяла Кападокия
- Архиепископия на Йераполис
- Архиепископия на Тиатира

##### Митрополии (в Турция)
- Стара митрополия на Ефес
- Стара митрополия на Ираклия и екзархия на Тракия
- Стара митрополия на Кесария
- Стара митрополия на Кизик
- Стара митрополия на Никомидия
- Стара митрополия на Никея и екзархия на Витиния

- Митрополия на Августополис
- Митрополия на Амасия и екзархия на цяло Черно море
- Митрополия на Амисос
- Митрополия на Анеа
- Митрополия на Анкара и екзархия на цяла Галатия
- Митрополия на Бурса
- Митрополия на Виза и Мидия
- Митрополия на Вриула и екзархия на Еритрес
- Митрополия на Галиполи и Мадитос
- Митрополия на Ганос и Хора и екзархия на целия Тракийски бряг
- Митрополия на Дарданели и екзархия на целия Хелеспонт
- Митрополия на Евдоксия
- Митрополия на Евкарпия
- Митрополия на Евхайта
- Митрополия на Елинополис
- Митрополия на Енос
- Митрополия на Иконион и екзархия на Ликаония
- Митрополия на Илиуполис и Тира и екзархия на цяла Кария
- Митрополия на Кидониес
- Митрополия на Колония
- Митрополия на Крини и екзархия на Йония
- Митрополия на Лаодикея и екзархия на Фригия
- Митрополия на Листра
- Митрополия на Лозенград
- Митрополия на Литица
- Митрополия на Мелитини
- Митрополия на Метрес и Атира
- Митрополия на Милет
- Митрополия на Мириофито и Перистасис
- Митрополия на Мира
- Митрополия на Мосхонисия и екзархия на Еолия
- Митрополия на Мраморния остров и екзархия на цяла Пропонтида
- Митрополия на Неокесария и екзархия на Понт Полемониакски
- Митрополия на Одрин
- Митрополия на Пергам и Адрамити
- Митрополия на Перги и екзархия на Памфилия
- Митрополия на Писидия и екзархия на Сиди, Мира и Аталия
- Митрополия на Родополис
- Митрополия на Сардис
- Митрополия на Сасима и екзархия на Втора Кападокия
- Митрополия на Севастия и екзархия на цяла Пафлагония
- Митрополия на Селевкия и Памфилия
- Митрополия на Смирна и екзархия на цяла Мала Азия
- Митрополия на Тиана
- Митрополия на Трапезунд и екзархия на Лазика
- Митрополия на Траянополис
- Митрополия на Троада
- Митрополия на Филаделфия и екзархия на Лидия
- Митрополия на Халдия, Хериана и Керасунд и екзархия на Еленопонтос
- Митрополия на Чорлу и Серентио

##### Епископии
- Епископия на Абидос
- Епископия на Аморион
- Епископия на Андидон
- Епископия на Апамея
- Епископия на Арианзос
- Епископия на Аристи
- Епископия на Аспендос
- Епископия на Клавдиуполис
- Епископия на Диоклеа
- Епископия на Дорилеон
- Епископия на Евкарпия
- Епископия на Евмения
- Епископия на Зилон
- Епископия на Иринополис
- Епископия на Кратеа
- Епископия на Лампсак
- Епископия на Левки
- Епископия на Мели
- Епископия на Мокисос
- Епископия на Олимп
- Епископия на Памфилос
- Епископия на Парнас
- Епископия на Регио
- Епископия на Синоп
- Епископия на Синада
- Епископия на Телмесос
- Епископия на Теуполис
- Епископия на Троада
- Епископия на Тропеон
- Епископия на Фазиани
- Епископия на Филомелион
- Епископия на Халикарнас
- Епископия на Христуполис